# Plátanos rellenos
Los plátanos rellenos son un plato de las cocinas colombiana, cubana y mexicana, en este último caso particularmente en las zonas del país donde se produce plátano, como Veracruz, Tabasco o Chiapas. Dependiendo del lugar, varían los ingredientes del relleno y las técnicas de preparación. Generalmente se cuecen, se hacen una masa y se rellenan de picadillo (carne molida o picada) para luego freírse. Se recomienda que los plátanos machos estén amarillos (maduros) pero aún firmes. Se sirven como desayuno, almuerzo o cena.

## Por región

#### Centroamérica
Los guineos rellenos en salsa de tomate son típicos de Costa Rica, donde se acompañan con arroz, yuca o tortillas. En Honduras, el plátano se fríe entero y se rellena con carne molida y tomate, y se decoran con queso fresco, frijoles, canela o azúcar.

#### Colombia
Los plátanos rellenos son una preparación típica de la cocina paisa, es decir, de Antioquia y posiblemente otros departamentos de Colombia. Se usan plátanos dominicos maduros, a los cuales se les corta las puntas, se cuecen, luego se pelan y se les vacía el corazón. El relleno puede ser dulce o salado.

#### Cuba
Los plátanos rellenos son un antiguo plato de la cocina criolla de Cuba. Se prepara con plátanos pintones, que se cuecen y se hacen una masa, para luego rellenarlos con picadillo. Se rebozan en manteca hasta dorarse. En Cuba, los plátanos rellenos también se conocen como «molletes», o, en palabras de la investigadora Silvia Mayra Gómez Fariñas, «el mollete es un antecesor de los plátanos rellenos», que ya sale en un libro de cocina de 1857. A pesar de todo, el mollete cubano más común es el mollete melenero, que está hecho con pan blanco relleno. También hay molletes que consiste en rellenar mameyes, piñas y cocos. Se trata de una receta antigua y tradicional, que sin embargo se está perdiendo con el paso de los años.

#### México
Consiste en pulpa cocida de plátano macho hecha masa que se rellena, se le vuelve a dar forma de plátano y se fríe.
Los plátanos rellenos son típicos de la cuaresma en Tlacotalpan. La gastrónoma y chef Diana Kennedy recogió la receta de plátanos rellenos de una ama de casa de Tlacotalpan. El relleno tradicional tlacotalpense es queso fresco o queso seco y salado. Otros rellenos comunes son: picadillo, frijoles refritos, camarones o jaibas.
Los plátanos rellenos se pueden encontrar tanto en la costa del Pacífico (Nayarit, Guerrero, Oaxaca, el Soconusco de Chiapas, etc.) como en el Golfo de México, desde Tamaulipas hasta Campeche y Yucatán. En las áreas culturales mayas se suelen rellenar con picadillo cocinado con recado colorado, frijoles negros, carne deshebrada de pollo, queso o fruta.
El chef Ricardo Muñoz Zurita recogió en su Diccionario enciclopédico de la Gastronomía Mexicana (2012) las diferentes denominaciones de este plato según la región:
- Empanadas de plátano, en Tabasco y Veracruz;
- Puritos, en Veracruz;
- Rellenitos de plátano macho, en Comitán;
- Tortitas de plátano, Chiapas;

También se conoce como:
- Bollitos de plátano macho;
- Mogo mogo relleno;
- Molotes de plátano.